# Sibarani Nasampulu
Sibarani Nasampulu is een bestuurslaag in het regentschap Toba Samosir van de provincie Noord-Sumatra, Indonesië. Sibarani Nasampulu telt 1595 inwoners (volkstelling 2010).